# Leucospis micrura
Leucospis micrura är en stekelart som beskrevs av August Schletterer 1890. Leucospis micrura ingår i släktet Leucospis och familjen Leucospidae. Inga underarter finns listade i Catalogue of Life.